# 拉莫尔巴当
拉莫尔巴当（法語：Larmor-Baden，法語發音：[laʁmɔʁ badɛn]）是法国莫尔比昂省的一个市镇，位于该省南部，属于瓦讷区。

## 地理
拉莫尔巴当（47°35'14"N, 2°53'50"W）面积3.93 平方千米，位于法国布列塔尼大區莫尔比昂省，该省份为法国西北部沿海省份，位于布列塔尼半岛南部，北起阿摩尔滨海省、西接菲尼斯泰尔省，南濒大西洋，东南接大西洋卢瓦尔省，东临伊勒-维莱讷省。
与拉莫尔巴当接壤的市镇（或旧市镇、城区）包括：巴当。
拉莫尔巴当的时区为UTC+01:00、UTC+02:00（夏令时）。

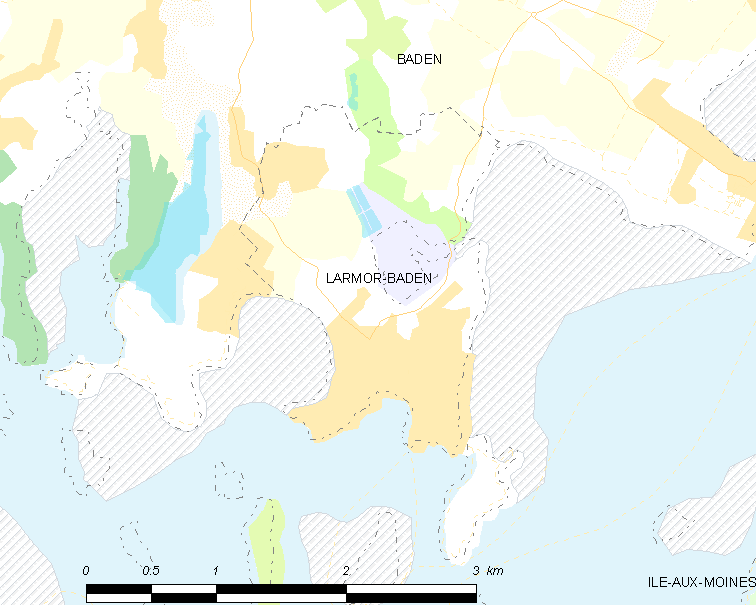
拉莫尔巴当的OSM定位图

## 行政
拉莫尔巴当的邮政编码为56870，INSEE市镇编码为56106。

## 政治
拉莫尔巴当所属的省级选区为瓦讷第二县。

## 人口

1962-2008年间拉莫尔巴当人口变化图示

拉莫尔巴当于2022年1月1日时的人口数量为891人。